# 柯尼希施圖爾山 (古爾克阿爾卑斯山脈)
46°56′36″N 13°47′7″E / 46.94333°N 13.78528°E

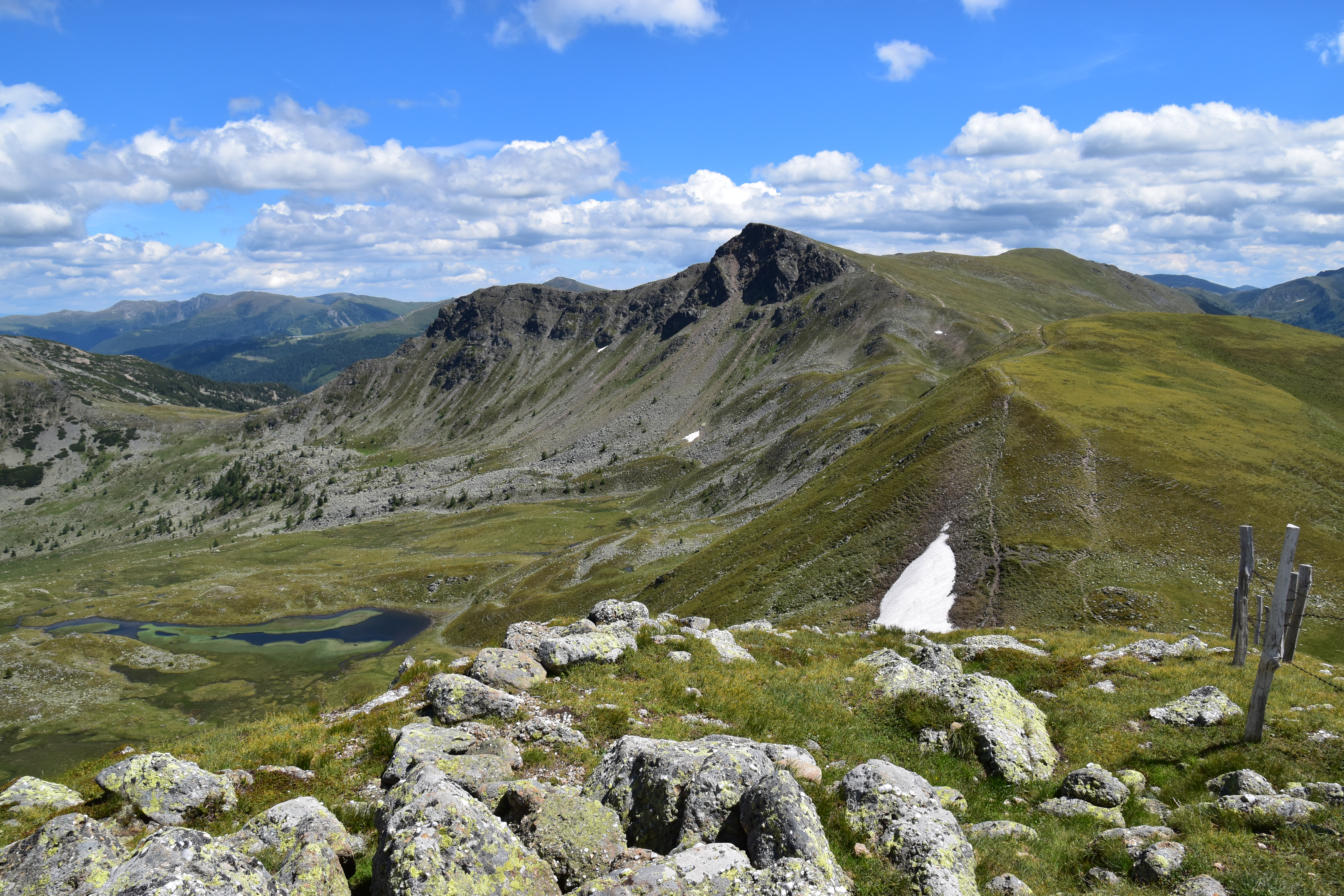

柯尼希施圖爾山（德語：Königstuhl），是奧地利的山峰，位於該國中部，處於克恩頓州和薩爾茨堡州接壤的邊界，屬於古爾克阿爾卑斯山脈的一部分，海拔高度2,336米，山體由礫岩組成。